# Margot Schmidt
Margot Schmidt (* 22. Juli 1932 in Coesfeld; † 24. März 2004 in Basel) war eine deutsche Klassische Archäologin.

## Leben
Margot Schmidt kam schon als Kind bei Besuchen bei ihren Großeltern in Trier mit den antiken Hinterlassenschaften in Kontakt. Traditionell studierten Mitglieder ihrer Familie Rechtswissenschaften. Auch Schmidt begann dieses Studium und studierte parallel Klassische Archäologie, Ägyptologie und Alte Geschichte, zudem belegte sie Veranstaltungen in Klassischer Philologie, Kunstgeschichte, Ethnologie und Religionswissenschaften an den Universitäten in Münster, Hamburg, Tübingen und Neapel. 1959 wurde sie bei Max Wegner mit der Arbeit Der Dareiosmaler und sein Umkreis. Untersuchungen zur spätapulischen Vasenmalerei in Münster promoviert. Für ihre Dissertation bekam sie das Reisestipendium des Deutschen Archäologischen Instituts zugesprochen, mit dessen Hilfe sie 1959/60 den Mittelmeerraum und Vorderasien bereisen konnte. Nach ihrer Rückkehr wurde sie beauftragt, einen Teil der griechischen Vasen der Antikensammlung der Universität Heidelberg für das Corpus Vasorum Antiquorum Deutschland zu bearbeiten.
1962 ging Schmidt als wissenschaftliche Mitarbeiterin an das in Gründung befindliche und unter der Leitung von Ernst Berger stehende Antikenmuseum Basel. Von 1966 bis zu ihrer Pensionierung 1997 war sie Konservatorin und stellvertretende Museumsleiterin. Mit der universitären Lehre begann Schmidt 1975 als Dozentin für Klassische Archäologie an der Universität Basel. 1976 habilitierte sie sich dort mit der Arbeit Studien zu Gehalt und Form der unteritalischen Grabkunst. 1982 wurde sie zur außerordentlichen Professorin für Klassische Archäologie ernannt. 1982 erhielt sie als erst zweite Frau nach Julia Gauss den renommierten Basler Wissenschaftspreis. Angebote zur Leitung mehrerer deutscher Museen lehnte sie ab. Sie war korrespondierendes Mitglied des Deutschen Archäologischen Instituts sowie der Tarentiner Institutionen Convegni di Studi sulla Magna Grecia und Istituto per la storia e l’archeologia della Magna Grecia. Schmidt gehörte ebenso der Dreierkommission an, die in der Schweiz für die Herausgabe des Corpus Vasorum Antiquorum Schweiz verantwortlich war, wie auch seit 1989 der Redaktion der Zeitschrift Antike Kunst. Ihre letzte Vorlesung hielt die an Krebs erkrankte Wissenschaftlerin 2001 an der Universität Bern. 2004 verstarb sie nach längerer Krankheit.
Schmidt war seit ihrer Promotion Spezialistin für die unteritalische Vasenmalerei, insbesondere für deren Ikonographie und Ikonologie. Neben Arthur D. Trendall und wenigen anderen Forschern auf diesem Gebiet galt sie als eine der wenigen Personen, die es in ihrer Gänze zu erfassen wussten. Darüber hinaus befasste sie sich mit der römischen, etruskischen und ägyptischen Kunst und auch mit der antiken Theater- und Religionsgeschichte.

## Schriften (Auswahl)
- Der Dareiosmaler und sein Umkreis. Untersuchungen zur spätapulischen Vasenmalerei, Aschendorff, Münster 1960 (Orbis antiquus, Heft 15)
- Corpus Vasorum Antiquorum Deutschland Band 23, Heidelberg, Universität Band 2. München 1963.
- Der Basler Medeasarkophag. Ein Meisterwerk spätantoninischer Kunst, Wasmuth, Tübingen 1968 (Monumenta artis antiquae, Band 3)
- mit Arthur Dale Trendall und Alexander Cambitoglou: Eine Gruppe apulischer Grabvasen in Basel. Studien zu Gehalt und Form der unteritalischen Sepulkralkunst, Archäologischer Verlag/von Zabern, Basel/Mainz 1976 (Veröffentlichungen des Antikenmuseums Basel, Band 3)
- mit Vera Slehoferova: Der zerbrochene Krug. Vasenfragmente klassischer Zeit aus Athen und Grossgriechenland. Sammlung H. A. Cahn. Ausstellung im Antikenmuseum Basel und Sammlung Ludwig, (13. Juni – 31. Oktober 1991), Antikenmuseum Basel und Sammlung Ludwig, Basel 1991